# Jezioro Oborskie
Jezioro Oborskie – jezioro w woj. kujawsko-pomorskim, w powiecie lipnowskim, w gminie Chrostkowo, leżące na terenie Pojezierza Dobrzyńskiego.

## Dane morfometryczne
Powierzchnia zwierciadła wody wynosi 57,0 ha.
Zwierciadło wody położone jest na wysokości 77,4 m n.p.m. Średnia głębokość jeziora wynosi 6,4 m, natomiast głębokość maksymalna 14,0 m.
Na podstawie badań z 1998 wody jeziora zaliczono do II klasy czystości.

## Hydronimia
Według urzędowego spisu opracowanego przez Komisję Nazw Miejscowości i Obiektów Fizjograficznych (KNMiOF) nazwa tego jeziora to Jezioro Oborskie. W różnych publikacjach i na mapach topograficznych jezioro to występuje pod nazwą Chojeńskie.